# Maison académique
La maison académique (finnois : Akatemiatalo) est un bâtiment situé dans le quartier I du centre de Turku en Finlande.

## Architecture
Construite pour l'Académie royale d'Åbo, elle est conçue par Carl Christoffer Gjörwell le Jeune et bâtie à proximité de la cathédrale de Turku.
Elle est l'un des exemples les plus remarquables du style gustavien néoclassique.
Depuis 1830 elle héberge la Cour d'appel de Turku.

## Histoire

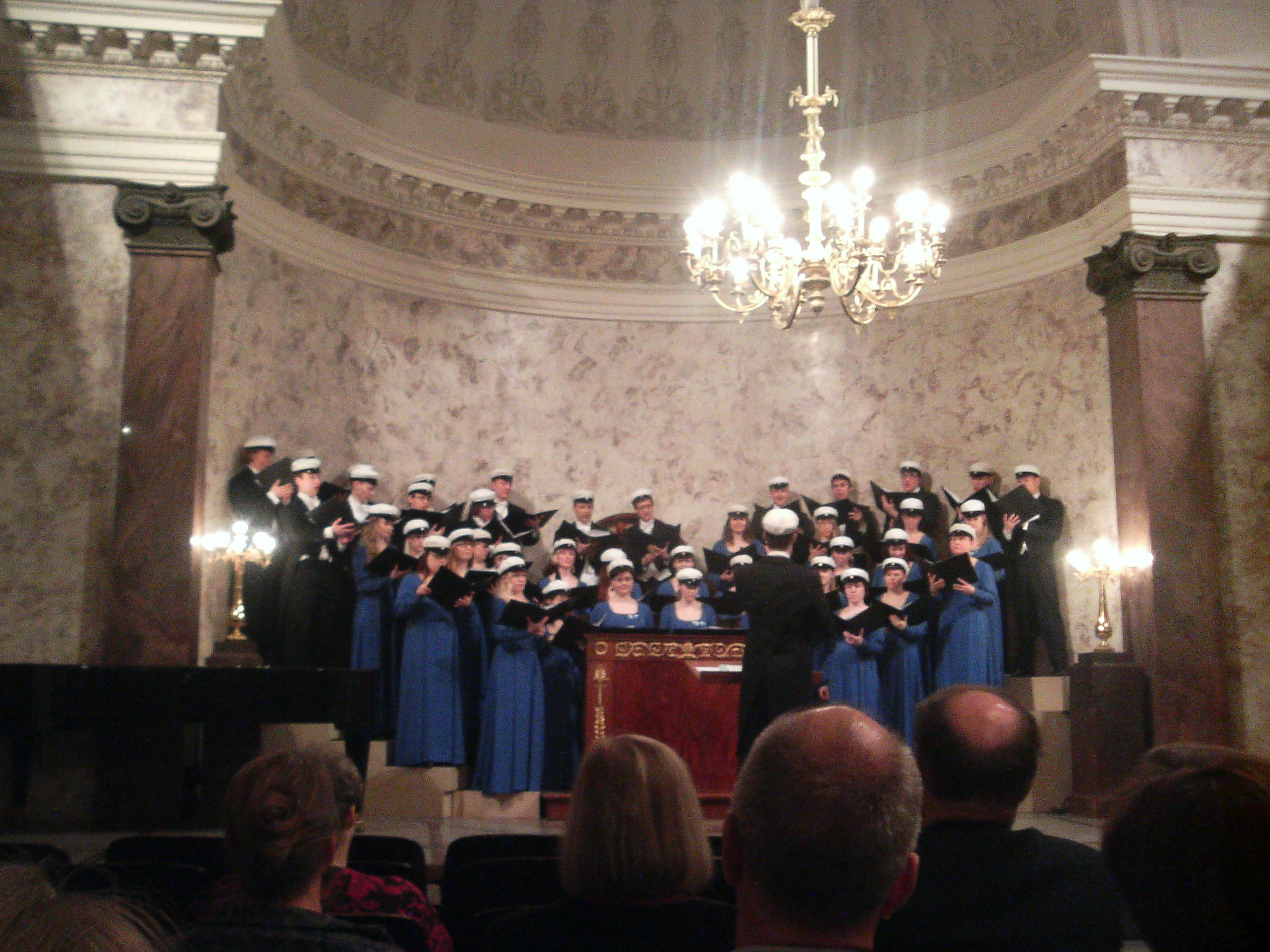
Le chœur des étudiants dans la salle des fêtes.

La première pierre de l'édifice est posée en 1802 en présence de Gustave IV Adolphe de Suède et de Frédérique de Bade. 
Le bâtiment est sérieusement endommagé par le grand incendie de Turku en 1827. 
Turku ayant été en grande partie détruit on décide de transférer l'université à Helsinki.
Cependant la maison académique est restaurée selon les anciens plans de Carl Ludvig Engel.
En 1830,le bâtiment est cédé à la Cour d'appel de Turku, Chapitre de chanoines et au conseil régional.
De nos jours, le bâtiment est utilisé par la Cour d'appel de Turku, à l'exception de la salle des fêtes qui est à disposition de l'université de Turku. 

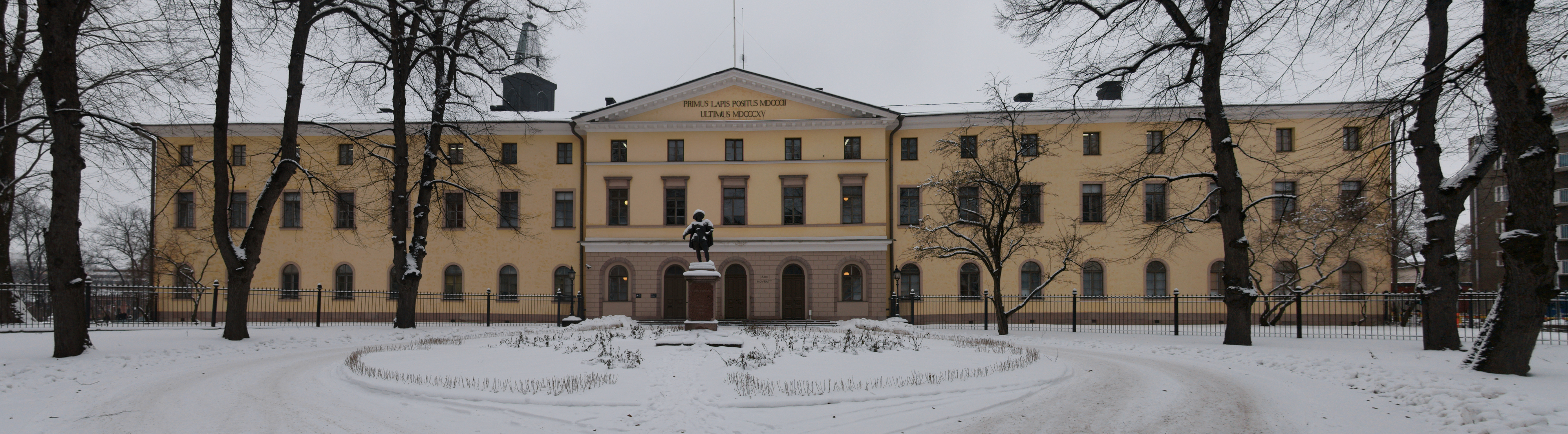
La maison académique et la statue de Gustave II fondateur de la Cour d'appel.